# Grad Kalec
Grad Kalec (nemško Steinberg, Stemberg) (izg. »kalc« ali »kauc«) stoji v bližini Knežaka, nedaleč od izvira reke Pivke. Grad, od katerega je danes ostal le še stolp, stoji na pobočju Brega (618 mnv).
Prvotni grad, katerega podoba je ovekovečena v Valvasorjevi Slavi vojvodine Kranjske, je v 17. stoletju zgradila plemiška rodbina Stemberg. Volf Ernest pl. Stemberg je grad izgubil leta 1686, ko je bil dodeljen Mariji Ani kneginji Turjaški. Že naslednje leto so lastniki gradu in gospostva gospodje pl. Leo  vse do leta 1735. Potem so bili lastniki gospostva Ferdinand pl. Raunach, ki ga nasledi sin Jurij Andrej pl. Raunach, ki ga je pred 1739 prodal Volfu Kajetanu pl. Kuschlanu.  Sredi 18. stoletja je grad in gospostvo pridobila  Frančiška Jožefa baronica Marenzi, ki ga je 1767 prenesla na sina Jakoba Antona, ki jo je 1782 prodal na dražbi. Leta 1786 posest pridobi Matej Vilhar, prednik slovenskega skladatelja Miroslava Vilharja, ki je na gradu tudi umrl. Njegova žena Marija Vilhar je leta 1903 posestvo prodala 9 posestnikom v Baču. Grad je po 1. svetovni vojni začel propadati in iz njega so se prebivalci izselili v okoliške vasi.
Na pobudo Miroslava Vilharja je bil tu 9. maja 1869 množični tabor za Zedinjeno Slovenijo. Leta 1941 je v njem potekal sestanek aktivistov organizacije TIGR.
Danes vodi mimo njega Krpanova pohodniška pot. Stolp in ruševine gradu stojijo v nasadu starih lip, do njega pa vodi kostanjev drevored.